# Crocodilopolis
Crocodilopolis of Krokodilopolis (Grieks: Κροκοδείλων πόλις, oorspronkelijke Egyptische naam  Sjedyet (šdy.t), Griekse namen Ptolemais Euergetis en Arsinoë) was een oud-Egyptische stad. Ze lag waar de stad El-Fajoem nu is, aan de westelijke kant van de Nijl tussen de rivier en het meer Moeris, ten zuidwesten van Memphis. 
De regio Fajoem was het meeste vruchtbare in Egypte. Niet alleen graan, andere graan-achtigen en groenten werden er verbouwd. Ook olijven, wijngaarden en rozen werden er gecultiveerd.

## De stad
In de tijd van de farao's was de stad de cultuscentrum van de god Sobek. Om die redenen gaven de Grieken de stad als naam Crocodilopolis, "krokodillenstad". In de stad werd de heilige krokodil Petsoechos aanbeden. Deze heilige krokodil werd behangen met goud en juwelen en leefde in eigen tempel. Wanneer een heilige krokodil dood ging, werd ze vervangen door een andere. 
In de periode dat Egypte door de Ptolemaeën werd geregeerd, werd de stad hernoemd tot Ptolemais Euergetis. De stad werd een tweede keer hernoemd tot Arsinoë door koning Ptolemaeus II Philadelphus om daarmee koningin Arsinoë II te eren. Arsinoë II was zijn zus en dus ook zijn vrouw volgens de oude faraonische traditie. 